# Hedy d'Ancona-prijs
De Hedy d'Ancona-prijs voor excellente zorgarchitectuur was een initiatief van het Stimuleringsfonds Creatieve Industrie.
Eerdere edities van de prijs werden gezamenlijk geïnitieerd en georganiseerd door het Stimuleringsfonds Creatieve Industrie en TNO. De prijs van 20.000 euro werd uitgereikt tussen 2010 en 2016.

## Doelstelling
De prijs had als doel meer bekendheid te geven aan zorggebouwen in het architectuurdebat.
Onder zorggebouwen valt alle architectuur die in dienst staat van het verstrekken van zorgverlening.
Bijzonder is dat ook landschapsarchitectuur en interieurarchitectuur onderdeel uitmaken van projecten die in aanmerking komen.

## Naamgeving
De prijs draagt de naam van Hedy d'Ancona, die als minister van Welzijn, Volksgezondheid en Cultuur (1989-1994) verantwoordelijk was voor het opzetten van het succesvolle rijksarchitectuurbeleid. Zij is ruim vijfentwintig jaar actief betrokken bij het bouwen voor de zorgsector.

## Winnaars

### 2010
- Het revalidatiecentrum Groot Klimmendaal in Arnhem
- Eervolle vermeldingen 
  - Gezondheidscentrum Jozef in Deventer.
  - Het woon-werkproject Oosterdel in Broek op Langedijk

### 2012
- Academisch Centrum Tandheelkunde Amsterdam (ACTA)
- Ronald McDonald Centre voor gehandicapte kinderen

### 2014
- Veilige Veste, Leeuwarden
- Eervolle vermelding 
  - Paswoningen Het Dorp Arnhem

### 2016
- Jongerenhospice Xenia, Leiden